# Kåtamyrtjärnen, Norrbotten
Kåtamyrtjärnen är en sjö i Bodens kommun i Norrbotten och ingår i Råneälvens huvudavrinningsområde.